# Bai Yang (Schauspielerin)
Bai Yang (chinesisch 白楊 / 白杨, Pinyin Bái Yáng; eigentlich 楊成芳 / 杨成芳,  Yáng Chéngfāng; * 22. April 1920 in Beijing, Republik China; † 18. September 1996 in Shanghai, Volksrepublik China) war eine chinesische Schauspielerin.

## Leben
Bai wuchs in ärmlichen Verhältnissen auf und hatte ihr Filmdebüt bereits im Alter von zwölf Jahren bei der Filmgesellschaft Lianhua in Gugong Xinyuan (1932). 1936 fand sie eine Anstellung bei der Mingxing-Filmgesellschaft und spielte ihre erste Hauptrolle neben Zhao Dan in Shen Xilings Komödie Shizi jietou (1937). Ab Ende der 1930er Jahre war sie im antijapanischen Widerstandstheater engagiert und drehte nebenher für die Filmgesellschaft Zhongyang in Chongqing. 
1947 spielte Bai Yang die Hauptrolle in dem Melodram Die Wasser des Frühlingsstromes fließen nach Osten (Yi jiang chun shui xiang dong liu) von Cai Chusheng und Zheng Junli, das in China Besucherrekorde brach. Bai verkörperte eine Arbeiterin in den Jahren 1931 bis 1945, die mit ihrem Sohn und ihrer Schwiegermutter ums Überleben kämpfen muss, während ihr getrenntlebender Ehemann sich Luxus leisten kann.
Mit der Literaturverfilmung Neujahrsopfer (Zhufu, 1956) von Sang Hu erreichte sie internationale Aufmerksamkeit. Der Film nach einer Geschichte von Lu Xun handelt von einer Frau in der chinesischen Feudalzeit.
Mit der Kulturrevolution in den 1960er Jahren endete auch Bai Yangs Karriere. Erst 1989 trat sie wieder im Film auf: als Song Qingling, der kommunistischen Führerin und Schwägerin von Chiang Kai-shek, im Fernsehfilm Xiang renjian du shi ai.

## Filmografie (Auswahl)
- 1937: Shi zi jie tou
- 1947: Ba qian li lu yun he yue
- 1947: Die Wasser des Frühlingsstromes fließen nach Osten (Yi jiang chun shui xiang dong liu)
- 1951: Tuan jie qi lai dao ming tian
- 1956: Neujahrsopfer (Zhu Fu)
- 1956: Wei le he ping
- 1960: Dongmei